# Saint-Jean-Lherm
Saint-Jean-Lherm is een gemeente in het Franse departement Haute-Garonne (regio Occitanie) en telt 303 inwoners (1999). De plaats maakt deel uit van het arrondissement Toulouse.

## Geografie
De oppervlakte van Saint-Jean-Lherm bedraagt 8,0 km², de bevolkingsdichtheid is 37,9 inwoners per km².
De onderstaande kaart toont de ligging van Saint-Jean-Lherm met de belangrijkste infrastructuur en aangrenzende gemeenten.

## Demografie
De figuur toont het verloop van het inwonertal (bron: INSEE-tellingen).